# Konstantin Pott

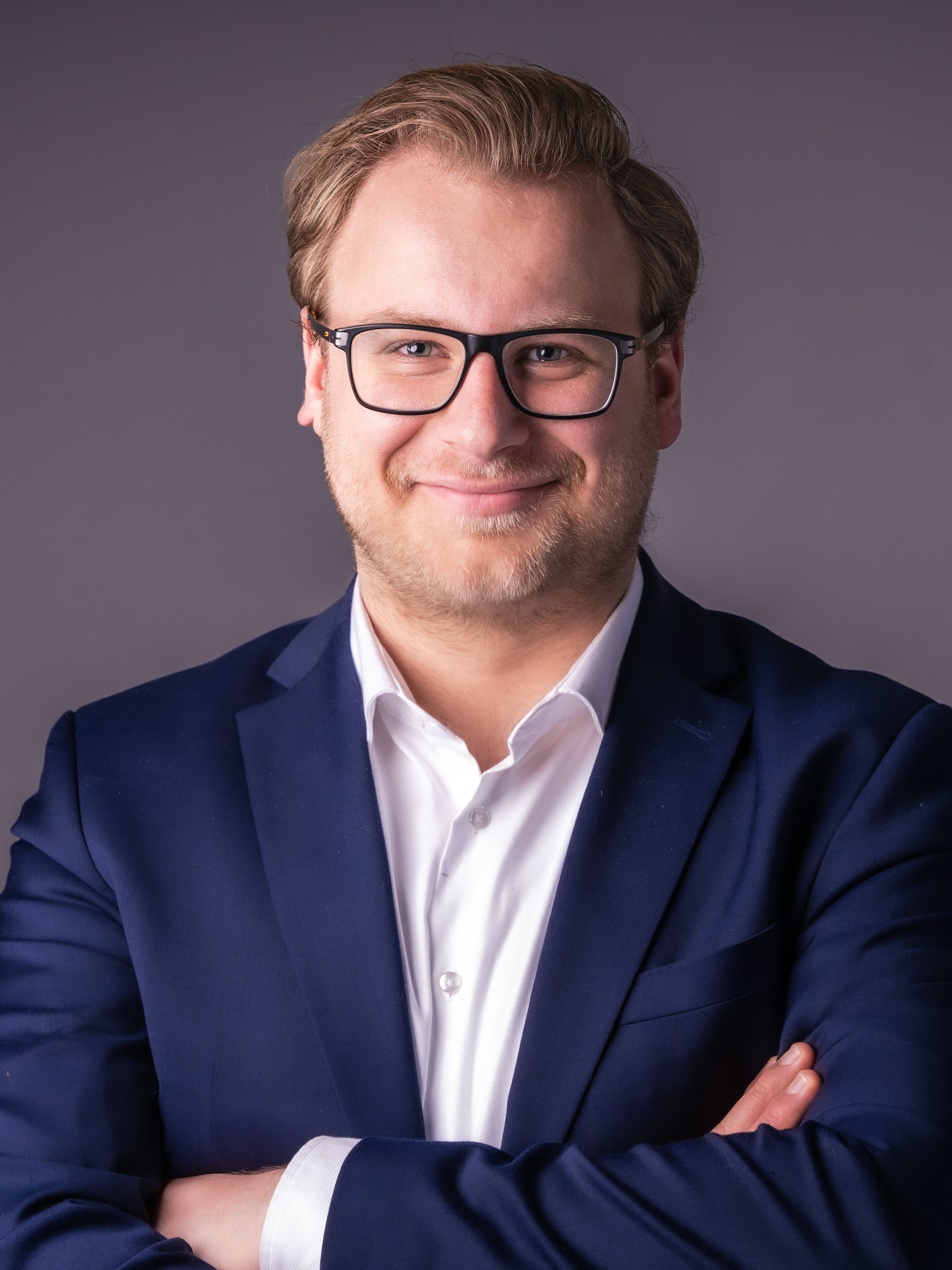
Konstantin Pott (2022)

Konstantin Pott (* 20. August 1997 in Augsburg) ist ein deutscher Politiker (FDP). Er ist seit 2021 Abgeordneter im Landtag von Sachsen-Anhalt und ebenfalls seit 2021 Vorsitzender der Jungen Liberalen Sachsen-Anhalt.

## Leben
Konstantin Pott ist Sohn des seit 1998 in Magdeburg ansässigen Professors für Mathematik und Lokalpolitikers Alexander Pott. Er legte 2015 seine Abiturprüfung in Magdeburg ab und absolvierte im Anschluss ein Freiwilliges Soziales Jahr. Im Jahr 2016 nahm er ein Studium der Politikwissenschaft und Wirtschaftswissenschaften an der Universität Halle auf, das er 2022 mit dem Bachelor of Arts abschloss. Seitdem studiert er, ebenfalls an der Martin-Luther-Universität Halle-Wittenberg, im Master Wirtschaftsinformatik.

## Politik
Konstantin Pott ist seit 2017 Mitglied der FDP. Er war ab 2020 stellvertretender Vorsitzender der Jungen Liberalen Sachsen-Anhalt und wurde 2021 Vorsitzender des dortigen Jugendverbandes.
Er kandidierte erstmals bei der Landtagswahl in Sachsen-Anhalt 2016 im Landtagswahlkreis Magdeburg IV und auf Platz 9 der Landesliste der Freien Wähler für den Landtag von Sachsen-Anhalt. Das Direktmandat verfehlte er bei 2,7 % der Erststimmen und die Freien Wähler insgesamt scheiterten an der Fünf-Prozent-Hürde.
Bei der Landtagswahl in Sachsen-Anhalt 2021 bewarb Pott sich im Landtagswahlkreis Halle IV und auf der Landesliste der FDP erneut um ein Mandat im Landtag von Sachsen-Anhalt. Er verfehlte das Direktmandat bei 7,3 % der Erststimmen, zog aber über Platz 7 der Landesliste in den Landtag ein.  Dort wurde er in der konstituierenden Sitzung zum Schriftführer gewählt. Zudem ist Pott ordentliches Mitglied des Ausschusses für Arbeit, Soziales, Gesundheit und Gleichstellung. Seit Sommer 2023 sitzt er zusätzlich als ordentliches Mitglied im Ausschuss für Infrastruktur und Digitales. Er ist fachpolitischer Sprecher der FDP-Landtagsfraktion für Digitales, für Gesundheit und Pflege, für Hochschule, Wissenschaft, Forschung und Technologie, für Soziales und Familie sowie für Frauen, Gleichstellung und Diversity. Für seine Fraktion betreut Konstantin Pott zusätzlich die Wahlkreise Saalekreis und Börde.
Zu Beginn der Legislaturperiode war Konstantin Pott jüngster Abgeordneter des 8. Landtages von Sachsen-Anhalts.